# Parcul Central „Mihai Volontir” din Bălți
Parcul Central „Mihai Volontir” este un parc amplasat pe str. Independenței nr. 17 din orașul Bălți, Republica Moldova. Este un monument istoric și arhitectural de importanță națională inclus în Registrul monumentelor Republicii Moldova ocrotite de stat cu nr. 39 (municipiul Bălți). Datează din anii 1950.